# AllMovie
AllMovie (anteriormente All Movie Guide) es un sitio web comercial con información sobre películas, programas de televisión, actores y otros profesionales de la pantalla. La página allmovie.com y la división de consumo de AllMovie son hoy propiedad de All Media Network, LLC.

## Historia
All Movie Guide fue fundada por el recopilador de cultura popular Michael Erlewine, que también fundó All Music Guide y All Game Guide.
La base de datos de AllMovie fue licenciada a decenas de miles de distribuidores y minoristas de puntos de venta, páginas web y quioscos. Esta base de datos es omnicomprensiva, e incluye información básica de los productos audiovisuales, créditos de interpretación y producción, sinopsis del argumento, críticas profesionales, biografías, enlaces entre datos... A los datos de AllMovie se puede acceder vía web en la página web allmovie.com, o también mediante el servicio de reconocimiento de discos AMG LASSO, que puede reconocer automáticamente un DVD. 
A finales de 2007, Rovi Corporation (entonces denominada Macrovision) adquirió AMG por un importe publicado de 72 millones de dólares. Rovi vendió los sitios web para el consumidor de AMG allmusic.com, allmovie.com y allgame.com en agosto de 2013 a All Media Network, LLC, empresa integrada por los fundadores originales de SideReel y Mike Ackrell, el inversor de Ackrell Capital. Las oficinas de All Media Network están en San Francisco (California) y Ann Arbor (Míchigan).

## Funciones y componentes
La base de datos cinematográfica nos ofrece una cantidad considerable de funciones y servicios que están a la disposición de cualquier usuario que consulte el sitio web. De entre todos estos componentes, los que resultan de mayor utilidad o que son más destacables son los siguientes:

### Búsqueda avanzada
La interfaz de All Movie Guide nos proporciona, además de la opción de poder realizar una búsqueda simple que nos permita encontrar información sobre la película que deseemos de forma sencilla, la posibilidad de llevar a cabo una búsqueda avanzada, que contribuye generalmente a limitar los resultados de nuestras búsquedas con la intención de que éstas sean mucho más precisas y se ajusten en mayor medida a lo que estamos buscando.
La búsqueda avanzada de AllMovie ofrece la posibilidad de combinar entre sí una variedad de parámetros que acortan de forma considerada los resultados. La web cuenta con un total de ocho filtros distintos que nos permiten, entre muchas otras cosas, precisar la fecha en la cual queremos que las películas resultantes de nuestra búsqueda hayan sido estrenadas, el género al que queremos que pertenezcan los filmes, la clasificación que deseamos que tenga la película según el criterio MPAA (Motion Picture Association of American film rating system) o incluso el tiempo de duración exacto que queremos que queremos que tengan los filmes (que puede ser de entre un mínimo de 10 minutos y un máximo de 3 horas).
Mediante estos parámetros, All Movie Guide pretende poner a disposición de sus usuarios la posibilidad de concretar y especificar considerablemente los términos de sus búsquedas para así lograr unos resultados que cumplan las expectativas de las mismas.

### Información acerca de las películas
La función principal de AllMovie es informar acerca de cualquier tipo de película, serie, actor, director o cualquier persona involucrada en la industria cinematográfica. Por ello, uno de sus componentes principales son los datos que el sitio web nos proporciona sobre aquello de lo que queremos ampliar nuestros conocimientos.

#### Sinopsis
Si hacemos clic sobre cualquier película, lo primero que nos aparece acerca de la misma es una sinopsis de la cual se nos permite conocer el autor, dado que su nombre siempre figura al lado del título. 

#### Calificaciones de la película
En la zona superior podemos encontrar los datos propios de la búsqueda avanzada: la calificación según el género i el subgénero, la fecha de estrena, el tiempo de duración, el índice de audiencia MPAA y la valoración del filme por parte tanto de AllMovie como de los distintos usuarios. Más abajo, justo después de la sinopsis, se encuentra la calificación de la película respecto a los temas que esta trata, los estados anímicos que aparecen y las palabras clave que nos pueden resultar de utilidad para buscar el filme. 

#### Tráiler
Bajo la fotografía del cartel de la película logramos encontrar la opción de visualizar el tráiler. Con tan solo hacer clic sobre esta pestaña se nos abrirá el vídeo del tráiler, que se empezará a reproducir automáticamente.  

#### Galería fotográfica
Cerca del tráiler se encuentra la galería fotográfica, en la cual no solo se almacenan fotogramas de la película, sino que también suele haber imágenes de carteles promocionales o logotipos de la misma.

#### Review
Volviendo a la parte superior de la página, al lado de la sinopsis All Movie facilita una review o resumen más extenso de la película que incluye una crítica u opinión de quién la ha redactado, el nombre del cual vuelve a aparecer junto al título. 

#### Cast & Crew
La opción que se encuentra a la derecha de la review, llamada cast&crew, nos proporciona el nombre de todos los actores que han participado en el filme, así como de todo el personal involucrado en su creación. 

#### Releases
El apartado de releases nos proporciona toda la información disponible acerca de los lanzamientos de la película en Blu-ray o DVD. 

#### Related
Si hacemos clic sobre esta función encontraremos las recomendaciones de todos aquellos filmes que puedan estar relacionados sobre la película de la cual nos estamos informando, de modo que nos resultará mucho más sencillo encontrar otras similares.

#### Showtimes
La última opción que All Movie Guide pone a nuestra disposición es la de informarnos acerca de los showtimes, es decir, la posibilidad de conocer las fechas y los horarios de proyección del filme en los cines más próximos a la zona en la que vivimos. Esta opción, sin embargo, de momento solo se encuentra disponible para la población de los Estados Unidos.

### Descubre nuevas películas
AllMovie cuenta con un apartado de "discover" que puede servir como alternativa a la búsqueda avanzada. Es una manera de descubrir nuevos filmes según su género, los estados anímicos (moods) que aparecen en él o los temas que se tratan.
Haciendo clic sobre esta función, que se encuentra en la barra de navegación superior, se nos despliegan toda una serie de listas de distintos géneros, moods y temas. Si deseamos, por ejemplo, explorar las películas de ciencia ficción almacenadas en la base de datos, solo hace falta que hagamos clic sobre la etiqueta en la que aparece este género en concreto y de esta forma lograremos que todos los resultados de películas que se nos muestran sean exclusivamente sobre filmes pertenecientes a este género. Además, se nos ofrece una descripción sobre el tipo de películas que hemos decidido explorar, lo cual nos permite informarnos sobre el tipo de producciones que encontraremos a continuación sin necesidad de recorrer a una fuente externa.

### Recomendaciones personalizadas
Las recomendaciones personalizadas de AllMovie son un componente de la base de datos que ofrece a los usuarios la posibilidad de recibir sugerencias acerca de películas que, con base en las búsquedas y las puntuaciones previamente realizadas, puedan resultar de su agrado.
Mediante esta opción, All Movie Guide almacena nuestros datos en cuanto a consultas y valoraciones con la intención de encontrar coincidencias con películas similares y de esta forma poder ofrecernos un abanico de resultados que se adecuen en mayor medida a nuestras expectativas. Sin embargo, esta función no puede ser utilizada por cualquier persona que acceda a la base de datos, sino que requiere la creación de una cuenta personal en All Movie (lo cual no implica ningún tipo de pago). En caso de no tener una cuenta, el sitio web no permite valorar y puntuar las películas y, por lo tanto, la base de datos no es capaz de buscar las recomendaciones que más se ajustan a los gustos y preferencias de cada usuario.